# Milovická pahorkatina
Milovická pahorkatina (513.1**) – mikroregion w łańcuchu Karpat Austriacko-Morawskich w Zewnętrznych Karpatach Zachodnich. Leży w południowych Morawach w Czechach.
Pogórze Milowickie stanowi niższą, wschodnią część Mikulovská vrchovina w łańcuchu Karpat Austriacko-Morawskich. Stanowi łagodnie pofałdowany płaskowyż zbudowany z fliszu karpackiego pokrytego lessem. Powierzchnia regionu –  37 km², przeciętna wysokość –  256 m n.p.m., najwyższa kulminacja – Stará hora (351 m n.p.m.).